# WEAVER
WEAVER（ウィーバー）は、日本のスリーピースピアノ・ロックバンド。所属事務所はアミューズ、所属レコード会社はA-Sketch。
ピアノ、ベース、ドラムの3ピースによるギターレスが特徴であり、バンド名には”音楽を紡ぐ人”という意味がこめられている。
2004年結成。2009年10月にメジャーデビューし、2023年に解散。

## メンバー
※公式サイトの「Member」に準拠。
| 名前                          | 担当楽器            | 生年月日              |
| ----------------------------- | ------------------- | --------------------- |
| 杉本 雄治 （すぎもと ゆうじ） | ピアノ & ボーカル   | 1988年12月3日（36歳） |
| 奥野 翔太 （おくの しょうた） | ベース & コーラス   | 1988年8月18日（36歳） |
| 河邉 徹 （かわべ とおる）     | ドラムス & コーラス | 1988年6月28日（37歳） |

## 来歴

### 2004年
- 4月、高校の同級生として知り合った4人で、ツインギターバンドとして結成[4][注釈 1]。

### 2005年
- 8月、他校のバンド仲間に誘われライヴハウスで初ライヴを行う。

### 2006年
- 8月、杉本以外の3人が大学受験のため音楽活動を一時休止。その頃作った自主制作CDを1000枚限定でリリースし完売。

### 2007年
- 4月、大学入試合格後に活動再開。
- 10月、『Kyoto Student Music Award』ファイナルに出場するが、メンバーの一人が東京から通っていたこともあって活動が困難となり、それぞれの夢を目指すためとして脱退する。
- 11月、メンバーを増やすかなど悩んだ末、ピアノロックバンドとして活動を再開する。[注釈 2]。

### 2008年
- 5月、『閃光ライオット』三次審査に出演する[5]。
- 7月、自主制作ミニアルバム『PURE NOTE』を1000枚限定でリリースし完売する。
- 10月、『Kyoto Student Music Award』ファイナルに出場し、3位になる。

### 2009年
- 3月、神戸VARITにて初ワンマンライブ。
- 8月、『SUMMER SONIC 09』に出演。
- 9月、デビュー曲「白朝夢」のプロローグ映像がBARKSの動画ランキングで1位を記録。また、「白朝夢」の着うたフルshort ver.がレコチョク ロック・フルで2週連続1位を獲得。
- 10月、日本テレビ系『音龍門』でDRAGON PUSH ARTISTとして紹介される。
- 10月10日、flumpoolのTSUTAYA フリーレンタルCD「フレイム」に「白朝夢」と「トキドキセカイ」の2曲が収録される。
- 10月21日、配信限定シングル「白朝夢」でメジャーデビュー。
- 10月22日・23日、flumpoolの日本武道館公演にオープニングアクト出演[6]。
- 11月18日、J-WAVEイベント『LIVE SUPERNOVA』に出演。
- 12月28日、『COUNTDOWN JAPAN 09/10』に出演。

### 2010年
- 1月23日、『オンタマカーニバル2010』に出演。
- 2月3日、1stミニアルバム『Tapestry』リリース。オリコンアルバムウィークリーチャート初登場で19位を獲得。
- 4月、アミューズ所属となる。東京で本格的に活動を開始。
- 6月2日、1stシングル「Hard to say I love you 〜言い出せなくて〜」リリース。フジテレビ系ドラマ『素直になれなくて』の主題歌に抜擢される[7]。
- ダウンロードシングル「僕らの永遠〜何度生まれ変わっても、手を繋ぎたいだけの愛だから〜」がauのLISMO!CMソングに抜擢[8]。
- 6月23日 - 7月30日、auのLISMO!ミュージックで「旅立ちの唄」の着うたフルを期間限定無料配信。
- 8月25日、2ndミニアルバム『新世界創造記・前編』リリース。オリコン初登場4位を記録。
- 8月27日、テレビ朝日系『ミュージックステーション』に出演。プロデュースを手掛ける亀田誠治が所属する東京事変と共演する。
- 9月29日、3rdミニアルバム『新世界創造記・後編』リリース。オリコン初登場6位を記録。
- 12月、第89回全国高校サッカー選手権大会の応援歌として、「キミノトモダチ」を書き下ろす[9]。

### 2011年
- 8月24日、4thミニアルバム『ジュビレーション』リリース。杉本のソロ曲となる「負けんな！」が収録された。
- 9月7日、PVに杉本が出演したflumpoolのシングル「証」リリース。
- 8月29日、TBS系列『カミスン!』に出演し、ミニアルバム『ジュビレーション』の収録曲「Shine」をテレビ初披露[10]。
- 全国8箇所をまわる3rd TOUR「ジュビレーション〜太陽と月のパレード〜」を開催。
- 12月21日、2ndシングル「笑顔の合図」リリース。

### 2012年
- 3月より、全国31箇所をまわるライブハウスツアー「Piano Trio Philosophy 〜 do YOU ride on No.66？ 〜」を開催。
- 9月、lego big morl “Thanks Giving”vol.4に2箇所で出演。
- 10月より、「Rock the campus' TOUR 2012」で全国9つの学園祭に出演。
- 12月28日、COUNTDOWN JAPAN 12/13に出演。
- 12月31日、神戸ワールド記念ホールで開催された「『Ready Set Go!!』Counydown Live 2012⇒2013」に出演。

### 2013年
- 1月16日、セルフプロデュースアルバム「Handmade」をリリース。
- 全国9箇所をまわるツアー「Piano Trio Performance」を開催。東名阪Zepp公演を行う。
- 6月29日、河邉の誕生日にNHKホールにて「WEAVER Special Live 2013 〜河邉徹、四半世紀誕生祭〜」を開催。
- 7月13日、「Amuse 35th Anniversary BBQ inつま恋 ～僕らのビートを喰らえコラ！～」に出演。

### 2014年
- 1月末より半年間、メンバー全員でロンドンに留学し、7月に帰国。
- 5月、シングル「こっちを向いてよ」をリリースし、映画「百瀬、こっちを向いて。」の主題歌となる[11]。
- 6月、初のベストアルバム「ID」をリリース。
- 7月19日、「Amuse Fes 2014　BBQ inつま恋　～僕らのビートを喰らえコラ！～」に出演。
- 8月1日、「SUMMER STATION」に出演。
- 9月より、全国ツアー「Leading Ship」が開催される。
- 10月29日、作詞、作曲、編曲（佐橋佳幸と共同）、演奏した渡辺美里の30周年第2弾シングル「夢ってどんな色してるの」がリリースされる。

### 2015年
- 5月に、シングル「くちづけDiamond」をリリース。TVアニメ「山田くんと7人の魔女」のOPテーマをつとめた[12]。
- 5月31日、WEAVER Special Live 2015 『Guess What!? We Have A Guest!! WEAVER × ゲスの極み乙女。』を開催。
- 10月7日、シングル「Boys & Girls」をリリース。24日からは全国10箇所のホールツアーを開催。

### 2016年
- 2月10日、アルバム「Night Rainbow」をリリース。

### 2017年
- 神戸開港150年の記念テーマソングに「海のある街」が抜擢される[13]。
- 日本工学院ミュージックカレッジpresents『epilogue』に出演し、Halo at 四畳半･LONGMANとのスリーマンライブを行う。
- 1月20日、『首謀者：空想委員会 「大歌の改新」第三期』 に出演。
- 神戸市で行われた成人式にゲストアーティストとして出演。
- 神戸コレクションS/Sに出演し、「海のある街」を演奏する。
- 5月、EP「S/S」をリリースし、全国31箇所のライブハウスをまわるツアーを開催。
- 9月、EP「A/W」をリリースし、デビュー日の10月21日より全国ツアーを開催。
- 12月31日、神戸VARIT.にてライブを行う。

### 2018年
- 2月4日、「大ナナイトvol.112」に出演し、Halo at 四畳半、Saucy Dogとスリーマンライブを行う。
- 2月11日、「SHE'S Tour 2018 “Wandering”」に出演。
- 2月17日に東京チェルシーホテル、21日に大阪MUSEにて、初のWOW会員限定ライブ「“WITNESS OF WEAVER”Limited Live vol.1」を開催。
- 4月より、WEAVER×VARIT. による「WEAVING ROOM」がスタートし、25日に六本木VARIT.にてvol.1が開催。
- 4月29日、クロスメディアイベント「078Kobe」に出演。
- 5月12日、「WEAVING ROOM」Vol.2を開催。
- 5月23日、河邉が「夢工場ラムレス」で小説家デビュー[14]。
- 6月30日、Halo at 四畳半「ARK“WANDER LIGHTS”TOUR」に出演。
- 7月1日、『LACCO TOWER 2マンツアー2018 五人囃子の駆け落ち騒ぎ〜至大阪〜「忘るまじ桜桃の終焉」』に出演。
- 10月、Saucy Dogの対バンツアー「ワンダフルツアー2018」に出演[15]。

### 2019年
- 3月6日、アルバム「流星コーリング」と、ベストアルバム「ID 2」を同時リリース[16]。
- 10月22日、WEAVER 10th Anniversary Live 『最後の夜と流星〜We're Calling You〜』を神戸国際会館にて開催[17]。
- 11月12月、東京と大阪にて、「WEAVER Billboard Live 2019」を開催。カバー曲をアレンジした〜轍の夜〜と、河邉が創作したショートストーリーを声優が朗読する〜物語の夜〜の2つのテーマを掲げた公演。

### 2020年
- 3月31日、映像作品『10th Anniversary Live 最後の夜と流星〜We're Calling You〜』を発売[18]。
- 6月、"WOW"会員限定ライブ「"WITNESS OF WEAVER" Limited Live vol.2」オンラインライブ開催。
- 10月18日、『CARRY ON』リリース記念オンラインライブ開催し[19]、21日に配信シングル「CARRY ON」をリリース[20]。

### 2021年
- 4月、東阪2箇所にてライブツアー「LIVE GAGA」を開催し、配信シングル「LIVE GAGA」をリリース[21]。

### 2022年
- 4月3日、2023年2月26日の神戸国際会館公演を以て解散することを発表[22][23]。
- 10月21日、ラスト・アルバムとなる『WEAVER』をリリース[24]。
- 12月、ラストアルバムの収録曲を中心としたライブハウスツアー『WEAVER LAST TOUR 2022「The Songs Are On Your Side」』が開催された[25]。

### 2023年
- 1月、メモリアルブック『WITNESS OF WEAVER』を受注生産限定で発売[26]。
- 2月11日、WEAVER LAST LIVE「Piano Trio〜2004→2023〜」東京・LINE CUBE SHIBUYA公演を開催[27]。

- 2月26日、WEAVER LAST LIVE「Piano Trio〜2004→2023〜」神戸・神戸国際会館こくさいホール公演を開催し、これを以て解散[28]。同日、CSテレ朝チャンネル1にて本公演が独占生中継された[28]。

- 3月31日、最後の映像作品となる『WEAVER LAST LIVE「Piano Trio〜2004→2023〜」』を発売[29]。

## ディスコグラフィ

### シングル

#### ダウンロード・シングル
| 枚       | 発売日         | タイトル                                                       | 収録作品               |
| -------- | -------------- | -------------------------------------------------------------- | ---------------------- |
| 1st      | 2009年10月21日 | 白朝夢                                                         | 『Tapestry』           |
| 2nd      | 2009年11月18日 | レイス                                                         | 『Tapestry』           |
| 3rd      | 2009年12月16日 | トキドキセカイ                                                 | 『Tapestry』           |
| 先行配信 | 2010年4月15日  | Hard to say I love you ～言い出せなくて～                      | 『新世界創造記・前編』 |
| 4th      | 2010年7月30日  | 僕らの永遠〜何度生まれ変わっても、手を繋ぎたいだけの愛だから〜 | 『新世界創造記・前編』 |
| 5th      | 2010年12月29日 | キミノトモダチ                                                 | 『ジュビレーション』   |
| 6th      | 2011年2月9日   | 『あ』『い』をあつめて                                         | 『ジュビレーション』   |
| 7th      | 2012年8月24日  | 偽善者の声                                                     | 『Handmade』           |
| 8th      | 2013年12月18日 | 夢を繋いで                                                     | 『こっちを向いてよ』   |
| 先行配信 | 2015年4月12日  | くちづけDiamond                                                | 『Night Rainbow』      |
| 先行配信 | 2016年1月27日  | KOKO                                                           | 『Night Rainbow』      |
| 9th      | 2018年1月22日  | 僕のすべて                                                     | 『ID 2』               |
| 10th     | 2018年7月8日   | 最後の夜と流星                                                 | 『流星コーリング』     |
| 11th     | 2018年10月23日 | 栞 feat.仲宗根泉(HY)                                           | 『流星コーリング』     |
| 12th     | 2018年12月4日  | Loop the night                                                 | 『流星コーリング』     |
| 先行配信 | 2019年1月10日  | カーテンコール                                                 | 『ID 2』               |
| 13th     | 2019年2月27日  | 透明少女                                                       | 『流星コーリング』     |
| 14th     | 2020年10月21日 | CARRY ON                                                       | 未収録                 |
| 15th     | 2021年2月17日  | タペストリー                                                   | 『WEAVER』             |
| 16th     | 2021年4月28日  | LIVE GAGA                                                      | 『WEAVER』             |
| 先行配信 | 2022年7月27日  | On Your Side                                                   | 『WEAVER』             |
| 先行配信 | 2022年9月28日  | 33番線                                                         | 『WEAVER』             |

#### CDシングル
| 枚   | 発売日         | タイトル                                  | 規格品番                                      | オリコン 最高位 | 収録作品               |
| ---- | -------------- | ----------------------------------------- | --------------------------------------------- | --------------- | ---------------------- |
| 1st  | 2010年6月2日   | Hard to say I love you 〜言い出せなくて〜 | AZCS-2008（初回盤） AZCS-2009（通常盤）       | 19位            | 『新世界創造記・前編』 |
| 2nd  | 2011年12月21日 | 笑顔の合図                                | AZCS-2017                                     | 22位            | 未収録                 |
| 限定 | 2013年3月20日  | Just one kiss                             | AZNT-4                                        | -               | 『ID』                 |
| 3rd  | 2013年6月26日  | 夢じゃないこの世界                        | AZCS-2025（初回プレス盤） AZCS-2026（通常盤） | 20位            | 『ID』                 |
| 4th  | 2014年5月7日   | こっちを向いてよ                          | AZCS-2033                                     | 30位            | 『ID』                 |
| 5th  | 2015年5月20日  | くちづけDiamond                           | AZZS-34（初回盤） AZCS-2042（通常盤）         | 25位            | 『Night Rainbow』      |
| 6th  | 2015年10月7日  | Boys & Girls                              | AZCS-2049                                     | 24位            | 『Night Rainbow』      |
| 7th  | 2016年10月19日 | S.O.S./Wake me up                         | AZZS-50（初回限定盤） AZCS-2055（通常盤）     | 26位            | 『ID 2』               |
| 限定 | 2018年4月25日  | Hello Future                              | AZNT-41                                       | -               | 『ID 2』               |

#### 自主制作シングル
| 枚  | 発売日        | タイトル                       | 規格品番 |
| --- | ------------- | ------------------------------ | -------- |
| 1st | 2009年3月24日 | 愛のカタチ/青に変わって/レイス | WV-002   |

#### EP
| 枚  | 発売日        | タイトル | 規格品番  | オリコン 最高位 |
| --- | ------------- | -------- | --------- | --------------- |
| 1st | 2017年5月3日  | S/S      | AZCS-2062 | 26位            |
| 2nd | 2017年9月13日 | A/W      | AZCS-2067 | 27位            |

### アルバム

#### オリジナルアルバム
| 枚  | 発売日         | タイトル           | 規格品番                                        | オリコン 最高位 |
| --- | -------------- | ------------------ | ----------------------------------------------- | --------------- |
| 1st | 2010年2月3日   | Tapestry           | AZCS-1004（初回生産限定盤） AZCS-1003（通常盤） | 19位            |
| 2nd | 2010年8月25日  | 新世界創造記・前編 | AZCS-1007（初回盤） AZCS-1008（通常盤）         | 4位             |
| 3rd | 2010年9月29日  | 新世界創造記・後編 | AZCS-1009（初回盤） AZCS-1010（通常盤）         | 6位             |
| 4th | 2011年8月24日  | ジュビレーション   | AZZS-6（初回盤） AZCS-1014（通常盤）            | 14位            |
| 5th | 2013年1月16日  | Handmade           | AZZS-14（初回生産限定盤） AZCS-1022（通常盤）   | 18位            |
| 6th | 2016年2月10日  | Night Rainbow      | AZZS-43（初回盤） AZCS-1053（通常盤）           | 14位            |
| 7th | 2019年3月6日   | 流星コーリング     | AZCS-1076                                       | 41位            |
| 8th | 2022年10月21日 | WEAVER             | AZZS-132（アスマート限定盤） AZZS-128（通常盤） | 25位            |

#### ベストアルバム
| 枚  | 発売日        | タイトル | 規格品番                              | オリコン 最高位 |
| --- | ------------- | -------- | ------------------------------------- | --------------- |
| 1st | 2014年6月11日 | ID       | AZZS-24（初回盤） AZCS-1032（通常盤） | 14位            |
| 2nd | 2019年3月6日  | ID 2     | AZZS-82（初回盤） AZCS-1075（通常盤） | 38位            |

#### 配信限定ベストアルバム
| 枚  | 発売日       | タイトル          |
| --- | ------------ | ----------------- |
| 1st | 2017年9月6日 | FIRST TIME WEAVER |

#### ダウンロード・アルバム
| 枚  | 発売日        | タイトル                                           |
| --- | ------------- | -------------------------------------------------- |
| 1st | 2012年5月18日 | iTunes Live                                        |
| 2nd | 2013年1月16日 | MTV unplugged Live                                 |
| 3rd | 2013年6月30日 | WEAVER Special Live 2013〜河邉徹、四半世紀誕生祭〜 |

### 映像作品

#### DVDシングル
| 枚  | 発売日       | タイトル                     | 規格品番 |
| --- | ------------ | ---------------------------- | -------- |
| 1st | 2013年1月1日 | REPLAY〜Medley of Handmade〜 | AZNT-1   |

#### LIVE DVD
| 枚  | 発売日        | タイトル                                                  | 規格品番                                          |
| --- | ------------- | --------------------------------------------------------- | ------------------------------------------------- |
| 1st | 2011年2月9日  | 「新世界創造記」LIVE at EBISU LIQUIDROOM                  | AZBS-1005（初回盤） AZBS-1006（通常盤）           |
| 2nd | 2013年6月26日 | WEAVER「Piano Trio Performance」LIVE at Zepp DiverCity    | AZBS-1013                                         |
| 3rd | 2015年3月4日  | WEAVER“ID”TOUR 2014「Leading Ship」at 渋谷公会堂          | AZBS-1027（通常盤） AZBS-1028（アスマート限定盤） |
| 4th | 2016年8月24日 | WEAVER 11th TOUR 2016「Draw a Night Rainbow」at NHK HALL  | AZBS-1037                                         |
| 5th | 2020年3月31日 | 10th Anniversary Live 最後の夜と流星〜We're Calling You〜 | AZBS-1056                                         |
| 6th | 2023年3月31日 | WEAVER LAST LIVE「Piano Trio〜2004→2023〜」               | AZXS-1046                                         |

### 参加作品
| アーティスト名 | 楽曲名           | 収録アルバム  | 収録アルバム                                  |
| アーティスト名 | 楽曲名           | 発売日        | タイトル                                      |
| -------------- | ---------------- | ------------- | --------------------------------------------- |
| the pillows    | 「スケアクロウ」 | 2014年2月26日 | 『ROCK AND SYMPATHY -tribute to the pillows』 |
| HY             | 「ささくれ」     | 2018年8月8日  | 『CHANPURU STORY 〜HY tribute〜』             |

### 未音源化作品
| 楽曲名        | 解説 | 解説 |
| ------------- | --- | ---- |
| My Generation | WEAVER Live House TOUR 2012「Piano Trio Philosophy 〜do YOU ride on No.66?〜」で演奏された。 現在この楽曲を聴く方法はない。 なお、同ツアーで披露された「ひとつの人生」はiTunesLiveでライブ音源が配信された。現在iTunesのサービスは終了しているが、AppleMusicにて聴くことは可能である。 |      |

## ミュージックビデオ
| 監督                 | 曲名 |
| 阿部伸吾             | 「トキドキセカイ」「レイス」 |
| ARATA & CHUN         | 「白朝夢」 |
| 上村隆一             | 「管制塔」 |
| かとうみさと         | 「カーテンコール」「On Your Side」 |
| 河邉徹               | 「BLUE」 |
| 倉本雷大             | 「海のある街」 |
| 黒田賢               | 「REPLAY〜Medley of Handmade〜」 |
| 斎藤渉               | 「笑顔の合図」 |
| 志賀匠               | 「2次元銀河」「Hard to say I Love you〜言い出せなくて〜」「僕らの永遠〜何度生まれ変わっても、手を繋ぎたいだけの愛だから〜」「くちづけDiamond」「Boys & Girls」 「KOKO」 |
| 志田誉幸             | 「Loop the night」 |
| 須藤カンジ           | 「Beloved」 |
| 瀬里義治             | 「Shall we dance」 「偽善者の声」 |
| 丹羽貴幸             | 「栞 feat.仲宗根泉(HY)」「透明少女」 |
| 直                   | 「キミノトモダチ」「負けんな！(杉本雄治)」「Shine」「『あ』『い』をあつめて」                                                                                           |
| TWELI GICHUHI KAIGWA | 「だから僕は僕を手放す」 |
| 林響太朗             | 「Shake! Shake!」「Another World」 |
| 松田拓磨             | 「最後の夜と流星」 |
| 耶雲哉治             | 「こっちを向いてよ」 |
| 左居譲&戸塚富士丸    | 「夢じゃないこの世界」 |
| 中村浩紀             | 「S.O.S.」 |
| Salinee khemcharas   | 「Time Will Find A way」 |
| Sadust Staygold      | 「Light」 |

## タイアップ一覧
| 使用年 | 曲名                                                           | タイアップ                                                                |
| ------ | -------------------------------------------------------------- | ------------------------------------------------------------------------- |
| 2009年 | 白朝夢                                                         | ミュゥモ CMソング                                                         |
| 2009年 | レイス                                                         | TBS系『COUNT DOWN TV』11月度エンディングテーマ                            |
| 2009年 | トキドキセカイ                                                 | 日本テレビ系『音楽戦士 MUSIC FIGHTER』12月度オープニングテーマ            |
| 2010年 | トキドキセカイ                                                 | 読売テレビ『Music&Entertainment ガチカメ7』1月度エンディングテーマ        |
| 2010年 | 2次元銀河                                                      | 日本テレビ系『音楽戦士 MUSIC FIGHTER』2月度エンディングテーマ             |
| 2010年 | 2次元銀河                                                      | メ〜テレ『スポケン!』エンディングテーマ                                   |
| 2010年 | Hard to say I love you 〜言い出せなくて〜                      | フジテレビ系 木曜劇場『素直になれなくて hard to say i love you』主題歌    |
| 2010年 | 僕らの永遠〜何度生まれ変わっても、手を繋ぎたいだけの愛だから〜 | au「LISMO!」CMソング                                                      |
| 2010年 | 僕らの永遠〜何度生まれ変わっても、手を繋ぎたいだけの愛だから〜 | 映画『ラブコメ』主題歌                                                    |
| 2010年 | 管制塔                                                         | テレビ朝日系『お願い!ランキング』9月度エンディングテーマ                  |
| 2010年 | キミノトモダチ                                                 | 第89回全国高等学校サッカー選手権大会応援歌                                |
| 2011年 | 春色グラフィティー                                             | 三菱東京UFJ銀行 フレッシャーズキャンペーンソング                          |
| 2011年 | 『あ』『い』をあつめて                                         | レコチョク CMソング                                                       |
| 2011年 | 希望の灯                                                       | 「栄光ゼミナール｣CMソング                                                 |
| 2011年 | Shine                                                          | 北海道テレビ『夢チカ18』エンディングテーマ                                |
| 2011年 | 泣きたいくらい幸せになれるよ                                   | フジテレビTWO『あいのり2 セカンドシーズン』挿入歌                         |
| 2011年 | 笑顔の合図                                                     | TBS系『Asian Ace』エンディングテーマ                                      |
| 2012年 | 偽善者の声                                                     | 日本テレビ『ワン・トゥリー・ヒル ファースト・シーズン』エンディングテーマ |
| 2013年 | サマーチューン                                                 | 河合塾 CMソング                                                           |
| 2013年 | 夢じゃないこの世界                                             | TBS系『ひるおび!』6月度エンディングテーマ                                 |
| 2013年 | 夢を繋いで                                                     | TBS系「全日本実業団女子駅伝『クイーンズ駅伝 in 宮城 2013』」テーマソング  |
| 2014年 | 夢を繋いで                                                     | TBS系「ニューイヤー駅伝2014 in ぐんま」テーマソング                       |
| 2014年 | Time Will Find A Way                                           | TBS系列『Find the WASABI!』テーマソング                                   |
| 2014年 | こっちを向いてよ                                               | スールキートス配給映画『百瀬、こっちを向いて。』主題歌                    |
| 2014年 | こっちを向いてよ                                               | 毎日放送『ロケみつ フライデー』2014年6月度エンディングテーマ              |
| 2015年 | Beloved                                                        | 映画『ライアの祈り』主題歌                                                |
| 2015年 | くちづけDiamond                                                | テレビアニメ『山田くんと7人の魔女』オープニングテーマ                     |
| 2015年 | Boys & Girls                                                   | TBS系「第35回全日本実業団女子駅伝『クイーンズ駅伝 2015』」テーマソング    |
| 2016年 | Boys & Girls                                                   | TBS系「第60回全日本実業団駅伝『ニューイヤー駅伝 2016』」テーマソング      |
| 2016年 | さよならと言わないで                                           | インターネットテレビ局『AbemaTV』CMソング                                 |
| 2016年 | KOKO                                                           | テレビ東京系『プレミアMelodix!』2月度エンディングテーマ                   |
| 2016年 | KOKO                                                           | テレビ東京系『JAPAN COUNTDOWN』8月度エンディングテーマ                    |
| 2016年 | S.O.S.                                                         | テレビアニメ『うどんの国の金色毛鞠』オープニングテーマ                    |
| 2016年 | S.O.S.                                                         | 西日本放送『RNC news every.』10月エンディングテーマ                       |
| 2016年 | Wake me up                                                     | フジテレビ系『魁!ミュージック』10月度エンディングテーマ                   |
| 2016年 | 海のある街                                                     | 神戸開港150年記念事業テーマソング                                         |
| 2017年 | Photographs                                                    | JAL Web CM「JAL浪漫旅行 北海道篇」テーマソング                            |
| 2017年 | だから僕は僕を手放す                                           | テレビアニメ『サクラダリセット』第2クール オープニングテーマ              |
| 2017年 | だから僕は僕を手放す                                           | テレビ東京系『JAPAN COUNTDOWN』9月度エンディングテーマ                    |
| 2018年 | 僕のすべて                                                     | JAL Web CM「JAL浪漫旅行2017 沖縄『結婚』篇」テーマソング                  |
| 2018年 | Tonight                                                        | JAL Web CM「JAL浪漫旅行 2018 奄美大島『旅立ち』篇」テーマソング           |
| 2018年 | Tonight                                                        | ペアジュエリーブランド「THE KISS」CMソング                                |
| 2019年 | カーテンコール                                                 | テレビアニメ『revisions リヴィジョンズ』エンディングテーマ                |
| 2021年 | タペストリー                                                   | 「株式会社スミック」ブランドムービー主題歌                                |

## ヘビーローテーション/パワープレイ

### テレビ
| 使用年 | 曲名   | ヘビーローテーション/パワープレイ                |
| ------ | ------ | ------------------------------------------------ |
| 2009年 | 白朝夢 | スペースシャワーTV 2009年10月度POWER PUSH!       |
| 2009年 | 白朝夢 | 日本テレビ系『音楽戦士 MUSIC FIGHTER』POWER PLAY |

## 出演

### テレビ
- ＜特別版＞WEAVER LAST LIVE「Piano Trio ～2004→2023～」（2023年3月28日、テレ朝チャンネル1）[54]

### ラジオ
- WEAVERのオールナイトニッポンR（2010年6月12日と20日、ニッポン放送）